# Brückl (Gemeinde Brückl)
Brückl (bis zum 16. Jahrhundert Görtschach; Teil des Orts bis 1915 St. Johann am Brückl; slowenisch Brukla, slowenisch-mundartlich Prikelj oder Na Mostiču)  ist eine Ortschaft im Bezirk Sankt Veit an der Glan in Kärnten und Hauptort der Marktgemeinde Brückl. Die Ortschaft hat 1538 Einwohner (Stand 1. Jänner 2024).

## Lage
Die Ortschaft liegt im Südosten des Bezirks Sankt Veit an der Glan, am Südende des Görtschitztals, bei der Mündung der Görtschitz in die Gurk. Sie liegt auf dem Gebiet der Katastralgemeinde Brückl und der Katastralgemeinde Schmieddorf. Zur Ortschaft zählen auch die Hangsiedlung östlich oberhalb des Ortskerns, einige Häuser bis zu 2 km südlich des Ortskerns hinunter zur Chemiefabrik, sowie der Hof Jockel südwestlich des Ortskerns, an den Ausläufern des Lippekogels, am Weg nach Pirkach.

## Geschichte

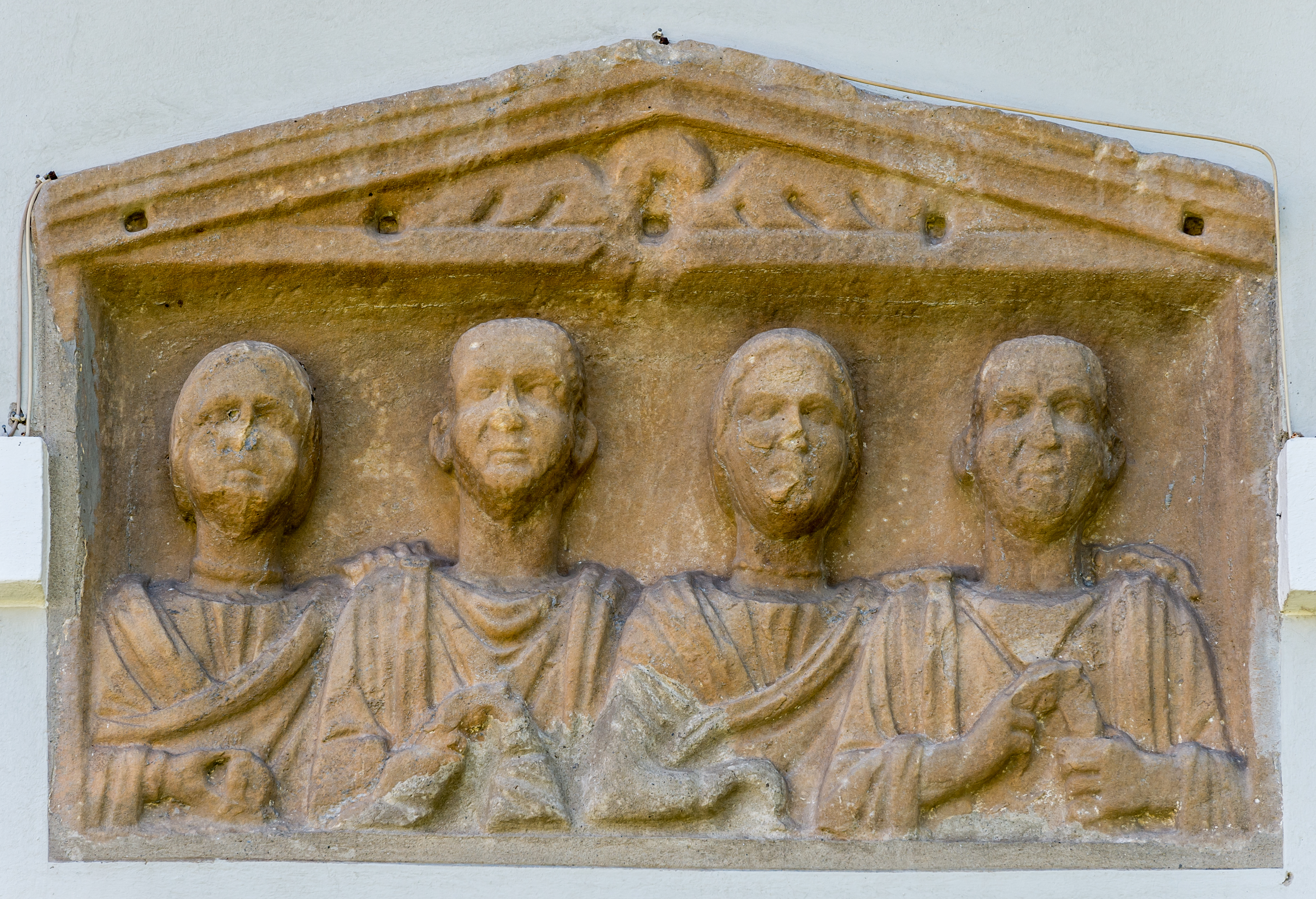
Antiker Reliefstein am Pfarrhof

Die Gegend war schon in der Römerzeit besiedelt; ein spätantikes Relief ist im Pfarrhof eingemauert. Die Gegend wird 831 urkundlich erwähnt (locus ubi Curciza in Curcam influit), als Ludwig der Deutsche sie dem Salzburger Erzstift schenkte. Bis ins 15. Jahrhundert wird der Name Görtschach für den Ort verwendet; ab Mitte des 16. Jahrhunderts ist der Name St. Johann am Brückl belegt.
Im 19. Jahrhundert befanden sich auf dem Gebiet der heutigen Ortschaft zwei Siedlungen, die bis weit ins 20. Jahrhundert als zwei getrennte Ortschaften geführt wurden:
- im Norden der heutigen Ortschaft, links oberhalb des Talbodens, am Hang des Johannserbergs, der Ort St. Johann am Brückl rund um die Pfarrkirche Brückl; die heutige, Anfang des 16. Jahrhunderts errichtete Kirche wurde über einem im 13. Jahrhundert erwähnten Vorgängerbau errichtet.
- am Unterlauf der Görtschitz, beim Eisenwerk, und bei der Mündung der Görtschitz in die Gurk der Ort Brückl. 1869 wurde hier ein Kettenwerk gegründet.

Auf dem Gebiet der Katastralgemeinde Brückl gelegen, gehörten beide Siedlungen in der ersten Hälfte des 19. Jahrhunderts zum Steuerbezirk Osterwitz. Bei Gründung der Ortsgemeinden im Zuge der Reformen nach der Revolution 1848/49 kamen die Siedlungen an die Gemeinde St. Johann am Brückl, die 1915 in Brückl umbenannt wurde.
1908 wurde südlich des Orts an der Gurk eine Chlorfabrik gegründet, heute eine Fabrik der Donau Chemie. Während die umliegenden Ortschaften, insbesondere die höher gelegenen Streusiedlungen, im 20. Jahrhundert den Großteil ihrer Einwohnerzahl einbüßten, wurde in Brückl rege gebaut: Allmählich wurde die gesamte Fläche zwischen den Siedlungen Brückl, St. Johann am Brückl und Schmieddorf mit Ein- und Mehrfamilienhäusern bebaut, wobei als Abgrenzung zur Ortschaft Schmieddorf zunächst die Katastralgemeindegrenze verwendet wurde. Zusätzlich entstand östlich oberhalb der Kirche die Waldsiedlung (später Hangsiedlung), die zunächst als Teil der Ortschaft Johannserberg geführt wurde. Schließlich wurde in den letzten Jahrzehnten des 20. Jahrhunderts die Ortschaft St. Johann am Brückl aufgelassen; diese Häuser werden seither ebenso wie die Hangsiedlung und wie die neueren Häuser auf dem Gebiet der Katastralgemeinde Schmieddorf alle als zur Ortschaft Brückl gehörend betrachtet.

## Bevölkerungsentwicklung
Für den heutigen Ort ermittelte man folgende Einwohnerzahlen:
- 1869: Brückl: 23 Häuser, 290 Einwohner. St. Johann am Brückl: 6 Häuser, 47 Einwohner.[2]
- 1880: Brückl: 25 Häuser, 347 Einwohner. St. Johann am Brückl: 6 Häuser, 66 Einwohner.[3]
- 1890: Brückl: 23 Häuser, 287 Einwohner. St. Johann am Brückl: 6 Häuser, 44 Einwohner.[4]
- 1900: Brückl: 29 Häuser, 340 Einwohner. St. Johann am Brückl: 7 Häuser, 62 Einwohner.[5]
- 1910: Brückl: 30 Häuser, 371 Einwohner. St. Johann am Brückl: 11 Häuser, 81 Einwohner.[6]
- 1923: Brückl: 37 Häuser, 455 Einwohner. St. Johann am Brückl: 10 Häuser, 83 Einwohner.[7]
- 1934: Brückl: 612 Einwohner. St. Johann am Brückl: 74 Einwohner.[8]
- 1961: Brückl: 117 Häuser, 952 Einwohner. St. Johann am Brückl: 14 Häuser, 91 Einwohner.[9]
- 2001: 391 Gebäude (davon 327 mit Hauptwohnsitz) mit 734 Wohnungen; 1852 Einwohner und 63 Nebenwohnsitzfälle; 757 Haushalte; 66 Arbeitsstätten, 16 land- und forstwirtschaftliche Betriebe[10]
- 2011: 423 Gebäude, 1657 Einwohner, 746 Haushalte, 88 Arbeitsstätten[11]
- 2021: 438 Gebäude, 1536 Einwohner, 735 Haushalte, 106 Arbeitsstätten[12]

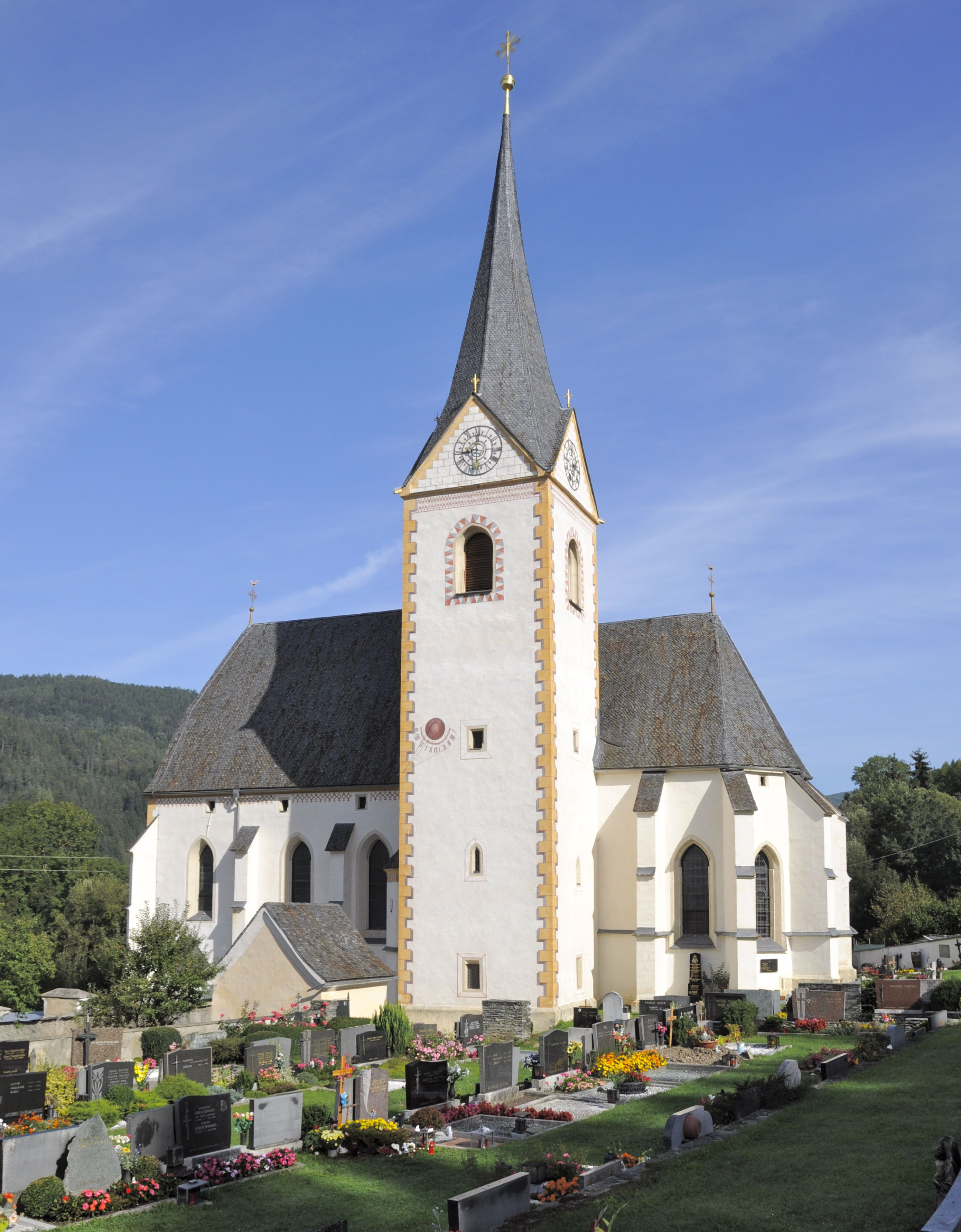
Kirche St. Johannes d. Tf.
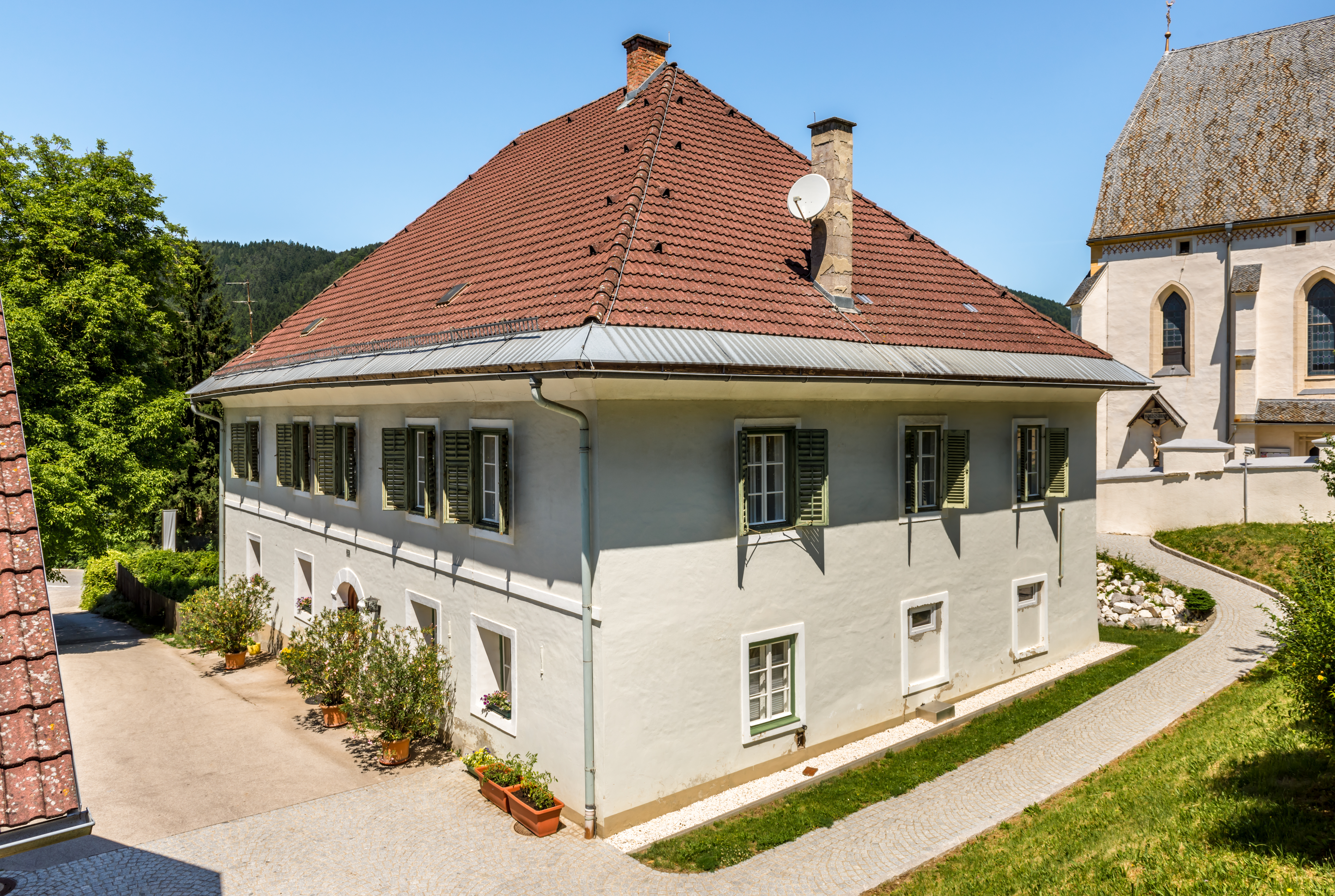
Pfarrhof
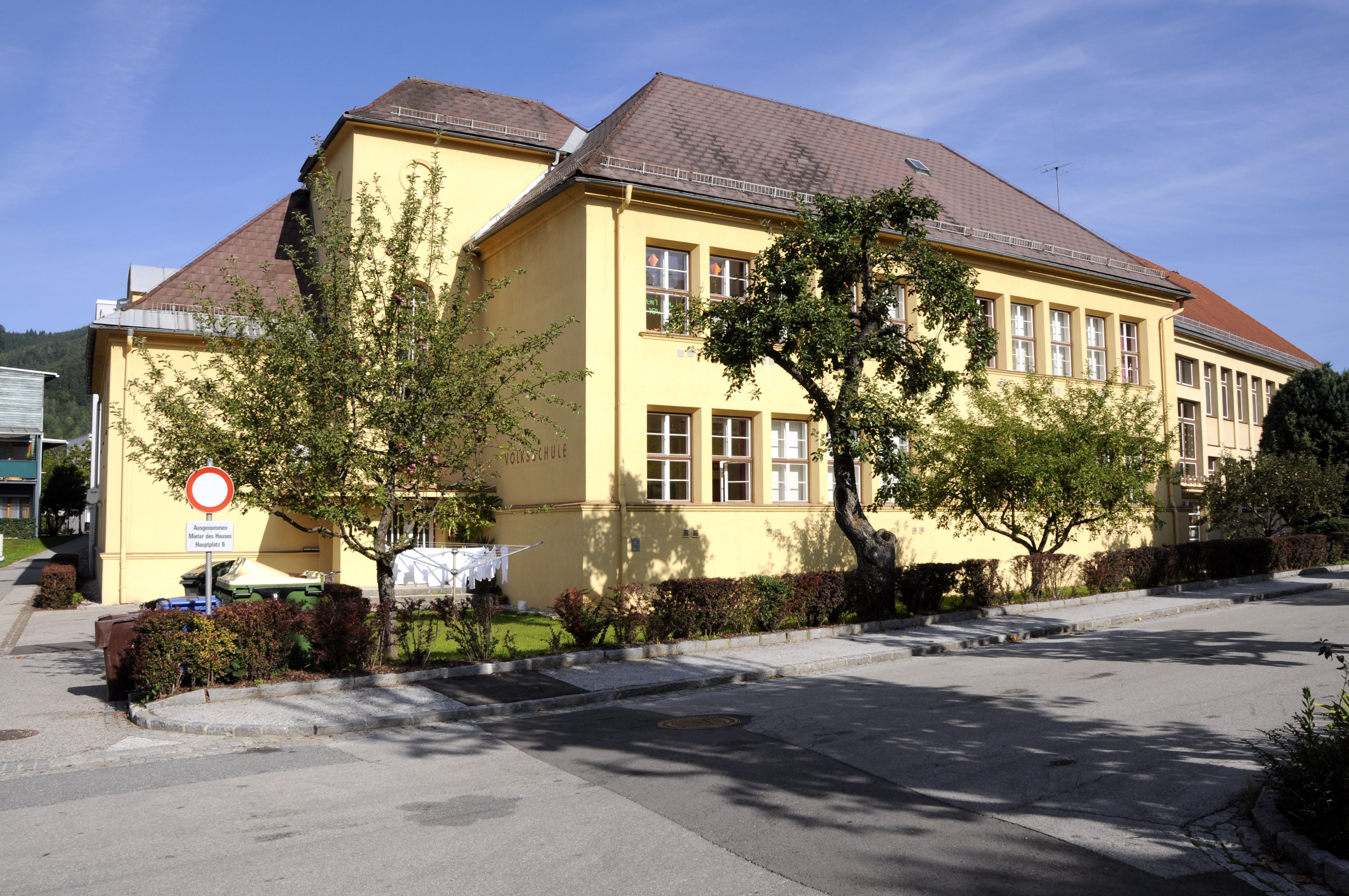
Volksschule Brückl
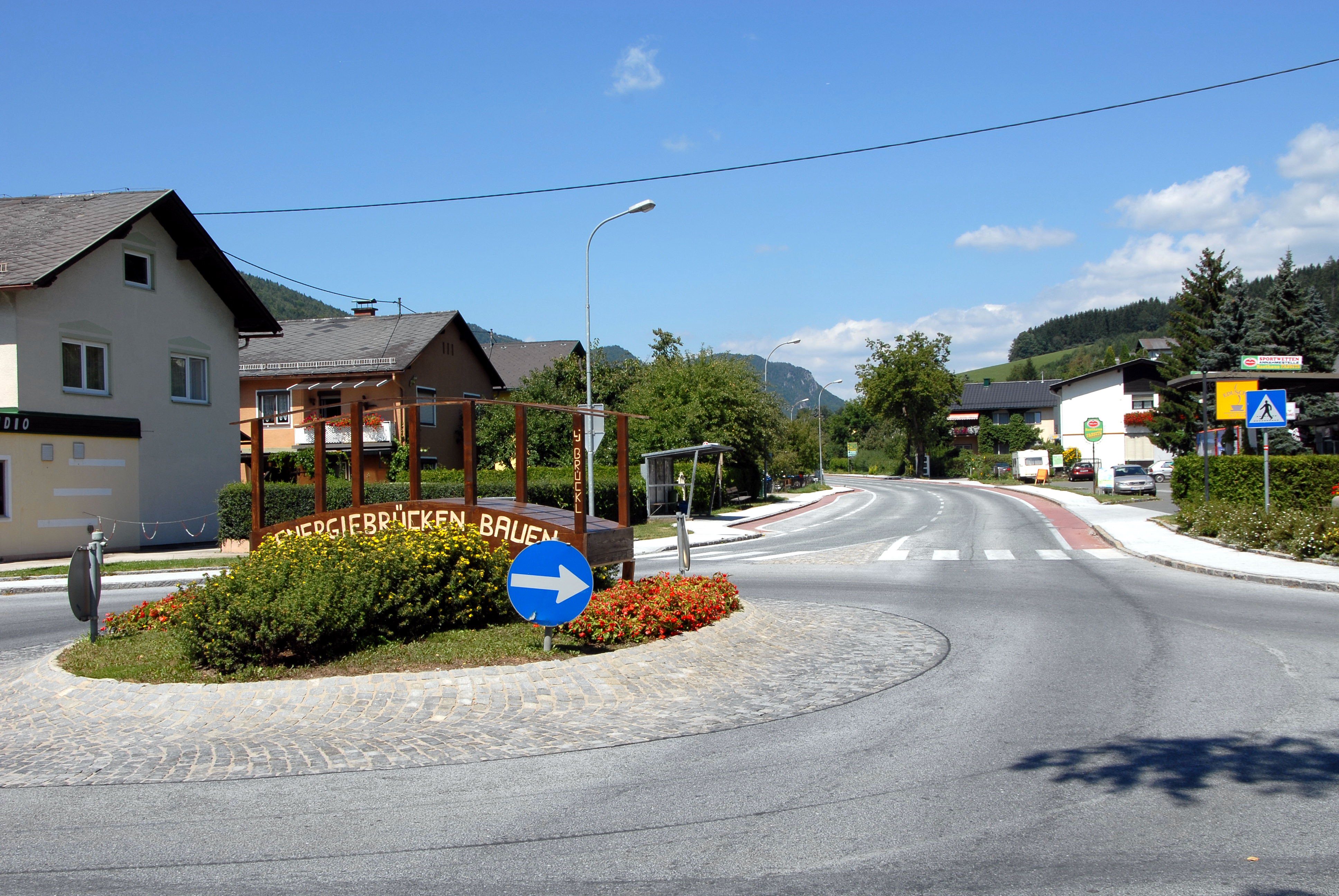
Görtschitztal Straße